# محوطه لاشار کاهی ۴
محوطه لاشار کاهی ۴ در شهرستان سرباز، بخش پیشین، دهستان جکیگور، روستای جهانگیر آباد واقع شده و این اثر در تاریخ ۲۷ اسفند ۱۳۸۷ با شمارهٔ ثبت ۲۶۲۱۵ به‌عنوان یکی از آثار ملی ایران به ثبت رسیده است.